# بارتون، آکسفوردشر
بارتون (به انگلیسی: Barton) یک روستا در بریتانیا است که در آکسفوردشر واقع شده‌است.